# توطين (استقرار)
التوطين هو إجراء تثبيت البدو أو الرحل في مكانٍ دائمٍ كما قد يكون إجراء تثبيت لجماعة بشرية من منطقةٍ أخرى في منطقةٍ معينةٍ قد يكون إراديًا أو بالتراضي بين الموطن والمستوطن. وقد يكون قسريًا حيث تتخذ السلطات المعنية الإجراء القسري لتوطين جماعة بشرية دائمة الترحال
هذه الظاهرة عرفتها العديد من الأنظمة السياسية ضد البدو أو ضد جماعات الرحل الأخرى. إن ظاهرة التوطن أو الاستقرار هي ظاهرة قديمة ظهرت مع بداية العصر الحجري الحديث أي منذ حوالي 10500 سنة.